# Адай (князь)
Ада́й (Адай из Шамарши) — марийский сотенный князь, историческая личность XVI века, один из активных участников освободительных войн марийцев.
Владел землями в верховьях рек Большая и Малая Кокшага.
Об Адае известно, что он совместно с князем Качаком весной 1567 года вёл переговоры с Крымским ханом Девлетом I Гиреем о совместных действиях. Русский посол в Крыму Афанасий Нагой сообщал, что весной в Крым к Девлету Гирею прибыли гонцы из Ногайской орды с просьбой прислать к ним царевича с войском для похода на Казань:

«А писал деи ко царю сотцкой Адай да Кочак Мамичбердеев сын и вся луговая черемиса чтоб деи царь прислал к ним царевича с воинскими людьми. И как к ним царевич с воинскими людьми придёт, и они деи хотят от царя и великого князя отступити. И хотят деи приступати к Казани к острогу, а по селом деи по всем, московские люди служивые будут наши. А в собранье деи у нас луговые черемисы (л. 28 об.) шестьдесят тысеч».
Участвовал в подготовке повстанческого движения народов Среднего Поволжья, известного как Вторая черемисская война в 1571—1574 годах, которая была начата после сожжения Москвы Девлетом I Гиреем в 1571 году.